# Scenopinus trigelasinus
Scenopinus trigelasinus är en tvåvingeart som beskrevs av Kelsey 1971. Scenopinus trigelasinus ingår i släktet Scenopinus och familjen fönsterflugor. Inga underarter finns listade i Catalogue of Life.